# Théâtre Cuvilliés

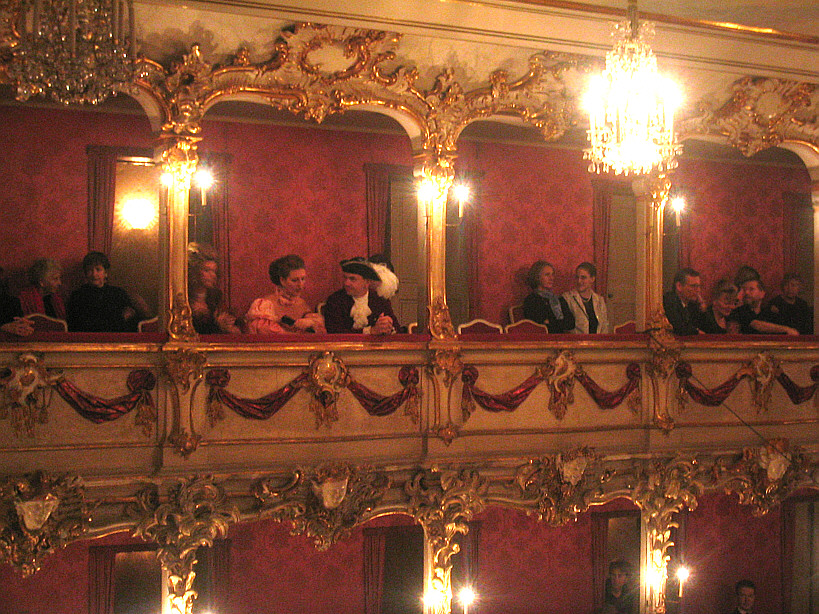
Vue des balcons du théâtre.

Le théâtre Cuvilliés est un bâtiment jouxtant la résidence de Munich à Munich, édifié entre 1751 et 1753 sur des plans de François de Cuvilliés dans un style rococo bavarois. La construction a été réalisée par Johann Baptist Straub.
Maximilien III Joseph ordonna la construction de ce nouveau théâtre après l'incendie de la salle Saint-Georges, alors utilisée pour des représentations théâtrales et musicales. 
Plusieurs opéras ont été présentés pour la première fois dans ce théâtre, notamment Catone in Utica de Giovanni Battista Ferrandini, écrit pour l'inauguration du théâtre en 1753, et Idomeneo, re di Creta (« Idoménée, roi de Crète ») de Mozart, en 1781. 
Au début du XIXe siècle, le nouvel opéra de la cour royale de Bavière (Nationaltheater) est construit juste à côté du théâtre.

## Seconde Guerre Mondiale et reconstruction
Pendant la Seconde Guerre mondiale, le théâtre Cuvilliés fonctionne jusqu'en 1944. Ensuite, l'intérieur est démonté et les sculptures en bois, les balustrades sont mises à l'abri. De ce fait, seul le bâtiment se trouve détruit par les bombardements alliés. Il est reconstruit à l'identique à quelques mètres de son emplacement d'origine, tandis qu'un nouveau théâtre est construit à son emplacement originel. Il rouvre ses portes le 12 juin 1958 dans le cadre des festivités du 800e anniversaire de la ville de Munich. Il faut attendre 1985 pour le voir totalement achevé.
En 2004, il ferme pour une rénovation complète. Il rouvre ses portes le 14 juin 2008 avec une représentation de Idomeneo de Mozart sous la direction de Kent Nagano. Il est actuellement utilisé par le Residenztheater (théâtre national de Bavière) et par l'Opéra national de Bavière, ainsi que par des producteurs privés.